# Pareutetrapha weixensis
Pareutetrapha weixensis là một loài bọ cánh cứng trong họ Cerambycidae.